# 二川村 (和歌山県)
二川村（ふたかわむら）は、和歌山県西牟婁郡にあった村。現在の田辺市中辺路町の中部、富田川の上流域にあたる。

## 地理
- 山岳：持平山、笠塔山、和田森、安堵山、千丈山、三尾山、焼尾山、大塔山
- 河川：富田川、中川

## 歴史

### 村名の由来
富田川・中川の2河川より。

### 沿革
- 1889年（明治22年）4月1日 - 町村制の施行により、高原村・大川村・福定村・兵生村・小松原村・温川村の区域をもって発足。
- 1956年（昭和31年）9月30日 - 栗栖川村・近野村と合併して中辺路町が発足。同日二川村廃止。